# Franz Binder (Sänger)
Franz Binder (* 25. November 1950 in Arad, Volksrepublik Rumänien) ist ein rumänisch-österreichischer Lied-, Oratorien- und Opernsänger (Bariton), Musikpädagoge und Chordirigent.

## Leben und Wirken
Franz Binder spricht Deutsch, Ungarisch und Rumänisch. Er besuchte erst eine deutsche Grundschule, dann ein ungarisches Gymnasium, wo er 1969 seine Matura ablegte. Danach absolvierte er in Timișoara und Cluj (Klausenburg) ein Studium zum Musiklehrer und Chordirigent. Ab 1967 erhielt er seine Gesangsausbildung insbesondere in seiner Heimatstadt, in Timișoara und Cluj sowie später in Magdeburg, Wien und Salzburg. Sein erstes Engagement als Opernsänger erhielt er 1973 im Alter von 23 Jahren, als jüngster Bariton an der Ungarischen Staatsoper in Cluj.
Im Mai 1978 nahm Binder ein Soloengagement als Bariton am Volkstheater Halberstadt an, wozu er mit Ehefrau und Sohn (* 1975) in die Deutsche Demokratische Republik (DDR) übersiedelte. 1983 machte die Familie Urlaub in Siebenbürgen, wonach ihr Sohn Rumänien nicht mehr verlassen durfte. Ihrer 1979 geborenen Tochter wurde gestattet mit in die DDR reisen, da sie noch nicht schulpflichtig war. In der Nacht vom 13. auf den 14. April 1986 floh Binder mit dem Auto über die ungarisch-österreichische Grenze. Seine Frau und seine Tochter verblieben vorerst in Budapest, wurden jedoch einen Monat später von einem Helfer ebenfalls über die Grenze gebracht. Wieder ein paar Monate später konnten die Eltern ihren Sohn für rund 20.000 Schilling aus Rumänien freikaufen. Am 15. April 1986 stellte sich Binder am Landestheater Linz vor und erhielt dort zunächst eine Chorstelle; am 1. Mai sang er bereits im Chor in einer Aufführung von Richard Wagners Der fliegende Holländer. Im folgenden Jahr erhielt er einen Solovertrag.
Als Lied- und Oratoriensänger trat Franz Binder in zahlreichen Konzertsälen auf, wie etwa in seiner Heimat oder in Berlin, Budapest, Dresden, Leipzig und Linz. Im Spielfilm Blonder Tango (1986) unter der Regie von Lothar Warneke verkörperte er einen ungarischen Tenor. Am 2. Juni 2015 trat er in den Ruhestand.

## Repertoire (Auswahl)
Das breit gefächerte Repertoire von Franz Binder umfasste neben Lied und Oratorium rund 150 Rollen aus Oper, Operette und Musical.

### Oper
- „Pietro“ in La muette de Portici (Auber)
- „Peter (Vater)“ in Hänsel und Gretel (Humperdinck)
- „Herr Fluth“ in Die lustigen Weiber von Windsor (Nicolai)
- „Scarpia“ in Tosca (Puccini)
- „Figaro“ in Il barbiere di Siviglia (Rossini)
- „Don Magnifico“ in La Cenerentola (Rossini)
- „Eugen Onegin“ in Eugen Onegin (Tschaikowski)
- „Rigoletto“ in Rigoletto (Verdi)
- „Alberich“ in Das Rheingold (Wagner)

### Operette
- „General Bumm“ in Die Großherzogin von Gerolstein (Offenbach)
- „Dr. Falke“ und „Frank“ in Die Fledermaus (Strauss)

### Musical
- „Lazar Wolf“ in Anatevka (Bock)
- „Béla Zangler“ in Crazy for You (Gershwin)

## Auszeichnungen
- Preisträger beim Internationalen Robert Schumann-Wettbewerb in Zwickau (1977)
- Preisträger beim Internationalen J. S. Bach-Wettbewerb in Leipzig (1980)
- Preisträger beim Internationalen Erkel-Kodály-Wettbewerb in Budapest (1982)
- Kulturmedaille des Landes Oberösterreich (2009)